# 11852 Shoumen
11852 Shoumen este un asteroid din centura principală de asteroizi.

## Descriere
11852 Shoumen este un asteroid din centura principală de asteroizi. A fost descoperit pe 10 septembrie 1988 la Smolyan de Vladimir Georgiev Škodrov și Violeta G. Ivanova. Asteroidul prezintă o orbită caracterizată de o semiaxă mare de 2,39 ua, o excentricitate de 0,23 și o înclinație de 24,2° în raport cu ecliptica.